# Gampola (ort)
Gampola är en ort i Sri Lanka.   Den ligger i provinsen Centralprovinsen, i den centrala delen av landet, 80 km öster om huvudstaden Colombo. Gampola ligger 492 meter över havet och antalet invånare är 24 730.
Terrängen runt Gampola är huvudsakligen kuperad, men norrut är den platt. Runt Gampola är det tätbefolkat, med 636 invånare per kvadratkilometer. Närmaste större samhälle är Kandy, 16,3 km norr om Gampola. Omgivningarna runt Gampola är en mosaik av jordbruksmark och naturlig växtlighet.